# Siedlungsgesellschaft Niederbarnim

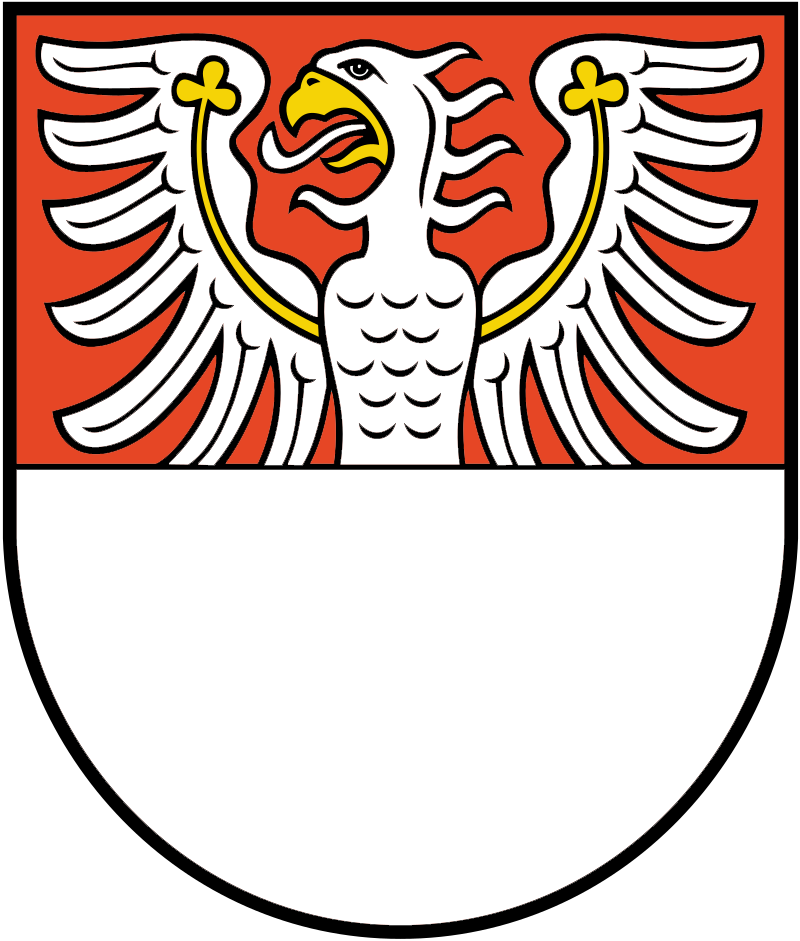
Kreiswappen des Niederbarnims

Die Siedlungsgesellschaft Niederbarnim mbH (kurz SNB) war ein Wohnbauunternehmen, das besonders im Brandenburgischen Kreis Niederbarnim tätig war. Die SNB bestand von 1918 bis 1934 und erbaute über 6.000 Häuser im Berliner Umland.

## Geschichte
Am 21. Dezember 1918 gründete der Kreis Niederbarnim unter Beteiligung des preußischen Ministeriums für Volkswohlfahrt und der Stadt Berlin eine eigene Siedlungsgesellschaft. Nach dem Ersten Weltkrieg und inmitten der steigenden Inflation sollte so die Bauwirtschaft wieder angetrieben werden. An der SNB waren auch AEG und Borsig beteiligt. In den Inflationsjahren baute die SNB rund 800 Wohnbauten in den Gemeinden Birkenwerder, Borgsdorf, Dahlwitz, Erkner, Feldheim, Hohen Neuendorf, Klein Schönebeck, Hermsdorf und Rüdersdorf Wohnungen im Rahmen der Erbwerbslosen-Fürsorge. Im Inflationsjahr 1923 wurde als Tochter der SNB die Niederbarnimer Baustoffwerke GmbH gegründet, um einfacher an Baustoffe zu gelangen. Insgesamt erbaute die SNB in den nächsten Jahren rund 6.500 Wohnungen im Kreis Niederbarnim, Potsdam und Frankfurt. 1928 hatte die Siedlungsgesellschaft Schulden in Höhe von über 4 Millionen Reichsmark angesammelt.

## Projekte
Die SNB hatte in den Berliner Ortsteilen Hermsdorf und Schulzendorf, den Potsdamer Ortsteilen Templiner Vorstadt und Neubabelsberg und zahlreichen Niederbarnimer Gemeinden Liegenschaften entwickelt und Wohngebäude errichtet.

### Cecilienhöhe (Potsdam)
In der Templiner Vorstadt von Potsdam baute die SNB von 1923 bis 1925 die Siedlung „Cecilienhöhe“. In der Leiter- und der Ulrich-von-Hutten-Straße entstanden Häuser nach Plänen des Architekten Robert Brodersen.

### Germendorf
In den Jahren 1921 bis 1922 baute die SNB in Germendorf 30 Ein-Familien-Häuser.

### Niederheide (Hohenneuendorf)
In der Niederheide östlich der Havel bei Hohen Neuendorf baute die SNB die Siedlung „Niederheide“ auf. Ein Großteil dieser Gebäude entstand von 1922 bis 1923 mitten in der Inflation.

### Paddenpfuhl (Woltersdorf)
Im äußersten Westen der Gemeinde Woltersdorf erwarb die SNB 1924 ein größeres Gelände. Dort legte sie mit zehn Häusern gleicher Bauart den Grundstein für die heutige Nachbarschaft Paddenpfuhl in der Umgegend von Schönblick. Später kamen weitere Gebiete hinzu und das Gelände gehörte zusammen mit den Liegenschaften in Vogelsdorf und Schönwalde zur Konkursmasse der SNB.

### Waldsiedlung (Rüdersdorf)
In den Jahren 1921 bis 1923 baute die SNB in Rüdersdorf zwölf Zwei-Familien- und zwei Vier-Familien-Häuser in der sogenannten „Waldsiedlung“ am Kalksee.